# Mill Rats de Saint-Jean
Les Mill Rats de Saint-Jean (Saint John Mill Rats) sont une franchise de basket-ball située à Saint-Jean, Nouveau-Brunswick et faisant partie de la Ligue nationale de basketball du Canada. Ils disputent leurs rencontres à domicile à Harbour Station.

## Histoire
Les Mill Rats ont été créés en 2007 sous le nom des Millrats de Manchester (Manchester Millrats), une équipe nouvellement créée pour l'American Basketball Association lors de la saison 2007-2008 et située à Manchester (New Hampshire). Lors des trois saisons suivantes (2009, 2010, 2011), ils évoluent dans la Premier Basketball League. L'équipe est détenue par Jason Briggs, Steve Yankopoulos, Dave Cooper, Ralph Allen et Silena Cooper.
Le 21 juin 2010, une conférence de presse organisée à la Harbour Station annonce le déménagement de la franchise vers Saint-Jean, Nouveau-Brunswick. Un concours est organisé auprès des fans afin de trouver un nouveau nom à la franchise parmi : Millrats, Fog, Shamrocks, Fire et Rip Tide. Le nom de la franchise est conservé, un espace étant introduit pour passer de Millrats à Mill Rats. Le 12 mai 2011, les Mill Rats annoncent qu'ils sont à l'origine de la création, avec trois autres équipes canadiennes de la Ligue nationale de basketball du Canada.